# 성호기념관
성호기념관은 경기도 안산시에 있는 박물관이다.

## 연혁
- 1997.09. 기념관 건립 결정
- 1999.01. 기념관 건립 기본계획 변경
- 1999.04. 기념관 건립 공유재산취득심의 결정 및 지방재정투융심사
- 1999.11. 기념관 건립 설립 현상공모 선정
- 2000.01. 기념관 건립 시본 및 실시 설계용역, 발주
- 2000.09. 기념관 건립공사 설계 승인
- 2000.10. 실시설계 용역 완료 및 납품
- 2001.03. 건축공사 착공
- 2001.04. 기공식
- 2001.07. 전시분야 자문위원 위촉 및 회의
- 2002.04. 기념관 운영인력 확정
- 2002.05. 안산시 성호 기념관 설치 및 운영조례 공포 준공 및 개관
- 2003.05. 기획전시 ‘성호가 쓴 글과 책들’ 개최
- 2003.10. 박물관 등록 (2종박물관, 등록번호 281호)
- 2003.11. 기획전시 ‘안산의 금석문 탁본전’ 개최
- 2004.05. 기획전시 ‘성호의 제자들’ 및 성호학술대회 개최
- 2004.12. 성호이익평전 발간.
- 2005.12. 2005 성호학술대회 개최 및 성호학보 1호 발간
- 2006.10. 성호학술대회 개최 및 성호학보 2호 발간 지원
- 2006.11. 기획전시 성호사설체험전 개최
- 2007.03. 성호기념관 홈페이지 개통
- 2007.09. 상설전시 리노베이션(경기문화재단 지원)
- 2007.12. 문화가 머무는 실학한마당 조성(문화체육관광부 지원)
- 2008.09. 수장고 항온항습시스템 시설 완비
- 2008.10. 성호기념관 증축 계획 설계
- 2008.12. 부계팔경도 등 진주유씨 유물 기탁 (332종 360점)
- 2010.03. 홈페이지 재오픈
- 2013.06. 성호기념관 1종 전문박물관 등록(제281호)

## 시설 현황
- 2층: 상설전시관, 실학정보실, 옥외휴게실, 이익선생묘소 전망대
- 1층: 매표소, 영상제어실, 관리사무실
- 지하1층: 기획전시관, 영상관, 체험학습장, 수장고, 성호학당, 유물관리시설

## 관람 안내
- 관람 시간: 09:00 ~ 18:00
- 휴관일: 1월 1일, 매주 월요일, 설 연휴 및 추석 연휴